# خوان خوزه پریا
خوان خوزه پریا (انگلیسی: Juan José Perea؛ زادهٔ ۲۳ فوریهٔ ۲۰۰۰) بازیکن فوتبال اهل کلمبیا است.
از باشگاه‌هایی که در آن بازی کرده‌است می‌توان به باشگاه فوتبال پاناتینایکوس و باشگاه فوتبال اشتوتگارت اشاره کرد.